# فوق الهيمنة القطبية

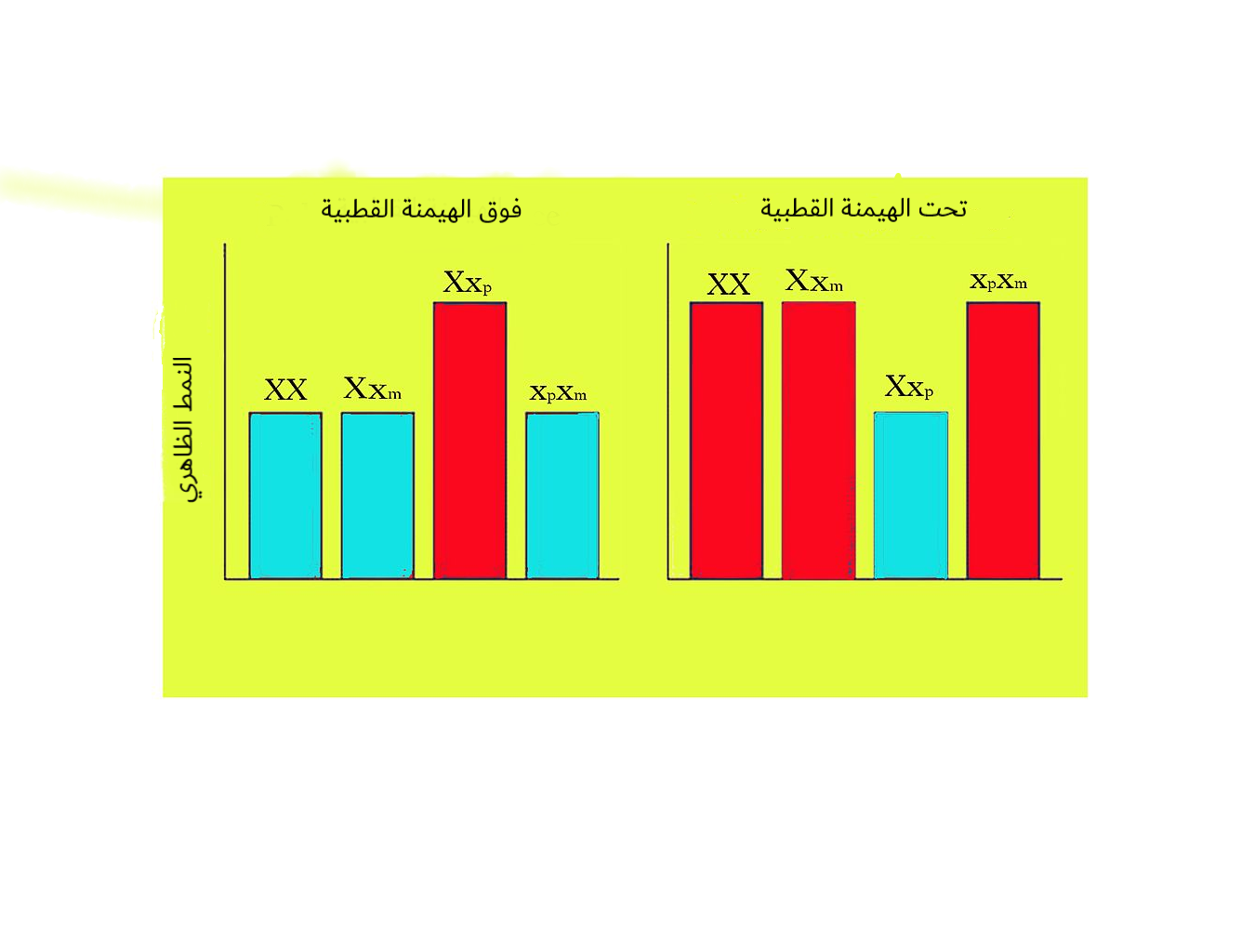
يصور هذا الشكل مقارنة رسومية عامة بين فوق الهيمنة القطبية وتحت الهيمنة القطبية. يظهر الوراثة التفاضلية بطريقة من نوع أصل المنشأ في هذه الحالة.

فوق الهيمنة القطبية هي شكل فريد من أشكال الوراثة الموصوفة أصلًا في الثروة الحيوانية، مع اكتشاف أمثلة ذات صلة في البشر والفئران بعد فترة وجيزة. يستخدم المصطلح «قطبي» لوصف هذا النوع من فوق الهيمنة؛ لأن النمط الظاهري لمتغاير الزيجوت أكثر انتشارًا من الأنماط الجينية الأخرى. تظهر هذه القطبية لأن النمط الظاهري التفاضلي موجود فقط في أحد تكوينات متغاير الزيجوت عندما يتم توريث الأليل المتنحي بطريقة من النوع الأصلي للأصل. تختلف فوق الهيمنة القطبية عن فوق الهيمنة العادية (المعروفة أيضًا باسم ميزة متغاير الزيجوت) حيث يظهر كلا النمطين الجينيين متغاير الزيجوت نمطًا ظاهريًا زاد من الصلاحية بغض النظر عن أصل المنشأ. يمكن أن يكون لدراسة هذا النوع من الوراثة تطبيقات عملية في الطب الوقائي للبشر بالإضافة إلى مجموعة متنوعة من التطبيقات الزراعية الأخرى.

## اكتشاف
وُصف حدوث فوق الهيمنة القطبية لأول مرة في الأغنام بعد أن وجد أن أليل كاليبيج الطفرة يُورَّثُ من الأب ليسبب حالة تَسمَّى تضخم العضلات. يحدث تضخم العضلات في النسل بسبب زيادة حجم ونسبة ألياف العضلات، التي تُسمَّى ألياف العضلات سريعة النشل. بشكل عام، يقع هذا التضخم في الأرباع الخلفية والجذع. يظهر تضخم العضلات في النسل بعد شهر واحد تقريبًا من الولادة. تَظهِر فوق الهيمنة القطبية دليلًا على وجود موضع منسوخ ظاهر على أنه الفرق بين التعبير عن الأنماط الظاهرية لمتغاير الزيجوت بطريقة من نوع أصل المنشأ. اكتُشِفَ أن تعدد أشكال النوكليوتيد المفرد في مجموعة الجينات المنسوخة في يودوثيرونين ديوديناز 3- متماثل شبيه دلتا 1 يؤثر على التعبير الجيني للجينات الخاصة بأليل الأب والعديد من الحمض النووي الريبي الطويل غير المشفر الخاص بأليل الأم والحمض الريبوزي النووي الميكروي. التعبير المنتبذ لمتماثل شبيه دلتا 1 والجين 11/شبيه ريتروترانسبوزون 1 وهي بروتينات يُعبَّرُ عنها من الأب في العضلات الهيكلية وهي السمة المميزة لهؤلاء الأفراد الطافرين.

## تطبيق زراعي
حددت العديد من الدراسات موضع السمة الكمية الذي يظهِر دليلًا على البصمة الجينومية في حيوانات المزرعة بخلاف الأغنام. بعد اكتشاف أن الوراثة القطبية السائدة هي سبب تضخم العضلات في الأغنام، دُرِسَ الأورثولوج للجين متماثل شبيه دلتا 1 البشري في الخنازير لمحاولة تحديد آثار الوراثة على وزن لحم الخنزير. كان الهدف الأصلي لهذه الدراسة هو إيجاد الرابط بين علم الوراثة ووزن لحم الخنزير لمحاولة إنتاج خنازير كبيرة بشكل غير طبيعي مقارنة بالمتوسط. قبل إجراء هذا البحث، افتُرض أيضًا أن موضع وزن لحم الخنزير كان مرتبطًا بموضع كاليبيج الضأن في الأغنام. بعد البحث، اكتُشِفَ أن المنطقتين كانتا على الأرجح غير مرتبطتين بسبب أشكال مختلفة من الميراث الأبوي الظاهر في كلتا الحالتين وتباعد كبير نسبيًا بين المواضع على الكروموسوم. على عكس شكل فوق الهيمنة القطبية الأبوية التي تحدث في موضع كاليبيج الضأن، فإن الموضع الذي يتحكم بوزن لحم الخنزير يعمل بطريقة قطبية أمومية فوق مهيمنة.

## في البشر
يستخدم المصطلح «قطبي» لوصف هذا النوع من الوراثة؛ لأن النمط الظاهري لأحد متغايري الزيجوت يُعبَّر عنه بمستوى أعلى من الأنماط الجينية الأخرى لنفس الموضع، بما في ذلك تلك التي تظهر نمطًا جينيًا لمتماثل الزيجوت. دُرِسَ هذا الشكل الفريد من الوراثة إلى حد كبير في الثدييات غير البشرية منذ عام 1996 حتى وُصِفَ لأول مرة في البشر عام 2008. في البشر، ترتبط وراثة الأليلات لجين متماثل شبيه دلتا 1 (المنسوخ في الثدييات اليوثرية) بمعدل أعلى من السمنة في الجيل الأول من الأبناء. (متماثل شبيه دلتا 1-جي تي ال 2) المنسوخ في الأغنام متماثل مع الجين البشري متماثل شبيه دلتا 1، ويتضمن موضع الكاليبيج. كانت هناك أدلة تُظهر أنه من خلال فحص الآباء المحتملين بحثًا عن طفرة في موضع متماثل شبيه دلتا 1، يمكن للمرء أن يرى ما إذا كان طفلهم أكثر عرضة للإصابة بالسمنة. الأفراد الذين يرثون هذا الأليل الطفرة من والدهم أكثر عرضة لإظهار علامات السمنة لأن جين متماثل شبيه دلتا 1 هو المفتاح في تكوين الدهون، أو ببساطة أكثر تكوين الخلايا الدهنية.

## انظر أيضًأ
- نسخ جيني